# Pârâul Stânei, Teleajen
Pârâul Stânei este un curs de apă afluent al râului Teleajen. 

## Hărți
- Harta Munții Grohotiș [nefuncțională]